# Élections législatives danoises de 1943
Les élections législatives danoises de 1943 ont eu lieu le 23 mars 1943.

## Résultats

### Danemark métropolitain
| Inscrits                                   | Inscrits                 | Inscrits                 | 2 296 441 |             |                       |                       |
| Abstentions                                | Abstentions              | Abstentions              | 241 126   | 10,5 %      |                       |                       |
| Votants                                    | Votants                  | Votants                  | 2 055 315 | 89,5 %      |                       |                       |
|                                            |                          |                          |           |             |                       |                       |
| Bulletins enregistrés                      | Bulletins enregistrés    | Bulletins enregistrés    | 2 055 315 |             |                       |                       |
| Bulletins blancs ou nuls                   | Bulletins blancs ou nuls | Bulletins blancs ou nuls | 44 532    | 2,17 %      |                       |                       |
| Suffrages exprimés                         | Suffrages exprimés       | Suffrages exprimés       | 2 010 783 | 97,83 %     | 148 sièges à pourvoir | 148 sièges à pourvoir |
|                                            |                          |                          |           |             |                       |                       |
| Liste                                      | Tête de liste            |                          | Suffrages | Pourcentage | Sièges acquis         | Var.                  |
| Social-démocratie                          | Hans Hedtoft             |                          | 894 632   | 44,49 %     | 66 / 148              | 2                     |
| Parti populaire conservateur               | Christmas Møller         |                          | 421 523   | 20,96 %     | 31 / 148              | 5                     |
| Venstre                                    | Knud Kristensen          |                          | 376 850   | 18,74 %     | 28 / 148              | 2                     |
| Parti social-libéral danois                | Jørgen Jørgensen         |                          | 175 179   | 8,71 %      | 13 / 148              | 1                     |
| Unité danoise                              | Arne Sørensen            |                          | 43 367    | 2,16 %      | 3 / 148               | 2                     |
| Parti national-socialiste des travailleurs | Frits Clausen            |                          | 43 309    | 2,15 %      | 3 / 148               | en stagnation         |
| Parti de la justice                        | P. Gregersen             |                          | 31 323    | 1,56 %      | 2 / 148               | 1                     |
| Parti des fermiers                         | Valdemar Thomsen         |                          | 24 572    | 1,22 %      | 2 / 148               | 2                     |
| Indépendants                               | Néant                    |                          | 28        | 0 %         | 0 / 148               | en stagnation         |